# Nút dây Trung Quốc

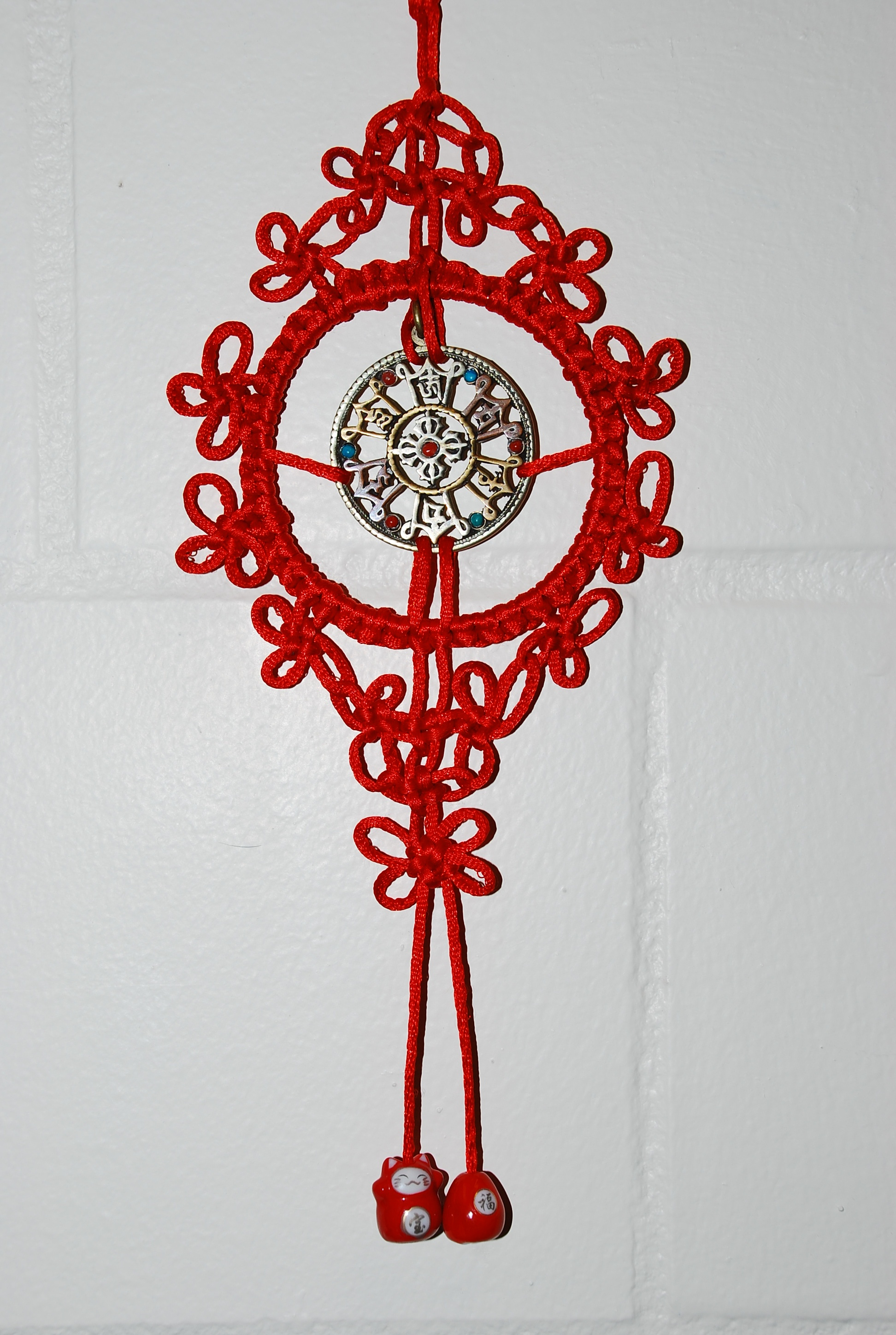
Một sản phẩm nút dây Trung Quốc

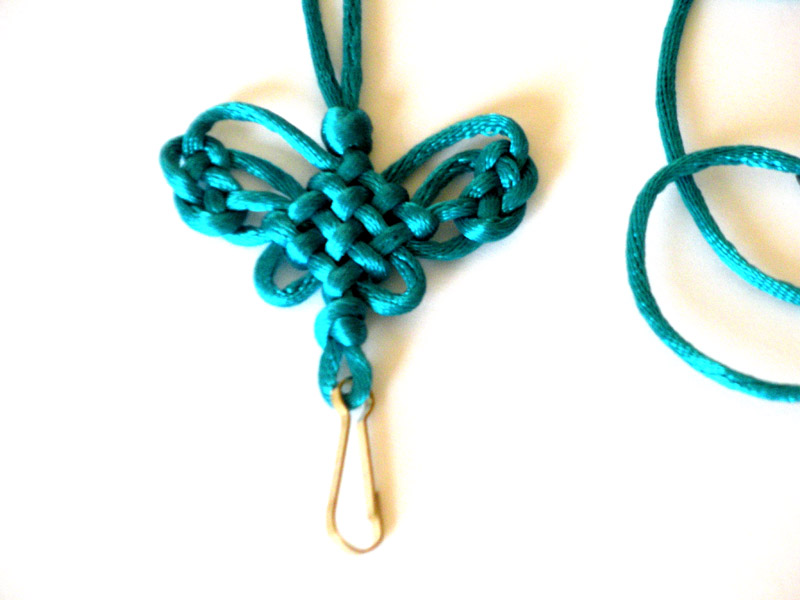
Thắt dây hình bướm

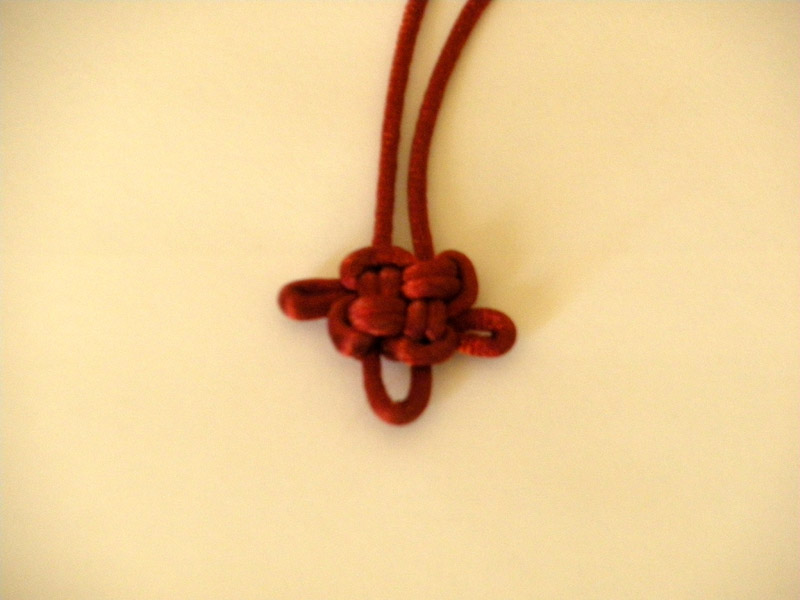
Nút cát tường

Nút dây Trung Quốc hay thắt dây Trung Quốc (tiếng Anh: Chinese knotting; tiếng Trung: 中國結; bính âm: Zhōngguó jié) hay nút cát tường là một loại hình nghệ thuật thủ công truyền thống của Trung Quốc. Nó xuất hiện từ thời Đường và thời Tống, sau này được phổ biến rộng rãi ở thời nhà Minh. Trong những nền văn hóa khác, nó được gọi là nghệ thuật Nút dây trang trí.